# Salena
Salena, pseudonyme de Selina-Maria Edbauer, est une chanteuse autrichienne. Elle est connue pour avoir représenté l'Autriche au Concours Eurovision de la chanson 2023, en duo avec la chanteuse Teya. 

## Carrière
Selina-Maria Edbauer connue sous le nom de Salena, commence la chanson à l'âge de sept ans. En 2017, elle atteint le troisième tour de The Voice of Germany puis participe à la sélection autrichienne pour l'Eurovision en 2019 avec la chanson Behind the Waterfall. Elle est également la voix des jingles de la station de radio Hitradio Ö3,.
Elle rencontre Teya lors de leur participation au programme de l'ÖRF, Starmania 21. Le 31 janvier 2023, le diffuseur autrichien de l'Eurovision annonce que Teya et Salena ont été sélectionnées parmi 15 artistes pour représenter l'Autriche au Concours Eurovision de la chanson 2023. Leur chanson Who the Hell is Edgar? est dévoilée lors de la Journée internationale des femmes le 8 mars.
Arrivées deuxièmes de leur demi-finale, elles ouvrent ensuite la compétition de la finale où elles terminent à la 15e place sur 26 participants.